# Kecamatan Supriori Barat
Kecamatan Supriori Barat är ett distrikt i Indonesien.   Det ligger i provinsen Papua, i den östra delen av landet, 3 300 km öster om huvudstaden Jakarta. Kecamatan Supriori Barat ligger på ön Kepulauan Schouten.